# Revò
Revò é uma comuna italiana da região do Trentino-Alto Ádige, província de Trento, com cerca de 1.203 habitantes. Estende-se por uma área de 13 km², tendo uma densidade populacional de 93 hab/km². Faz fronteira com Lauregno (BZ), Rumo, Cagnò, Cloz, Romallo, Sanzeno, Cles.